# Die Superhändler – 4 Räume, 1 Deal
Die Superhändler – 4 Räume, 1 Deal ist eine von Sükrü Pehlivan moderierte Sendereihe. Die Produktionsfirma UFA Show & Factual drehte vier Staffeln, die vom 27. August 2018 bis September 2021 bei dem deutschen Fernsehsender RTL erstausgestrahlt wurden. In dem Format stellen ausgewählte Bewerber mitgebrachten, mitunter wertvollen Trödel vor. Danach erhalten sie Gelegenheit, ihr Exponat den vier Händlern zum Kauf anzubieten und im besten Fall an den Höchstbietenden zu veräußern. Die Trödelshow folgt dem Vorbild des britischen Formats „Four Rooms“, das bereits seit 2011 bei Channel 4 zu sehen ist.

## Konzept
Jeder Anbieter präsentiert zunächst sein Exponat den vier „Superhändlern“ im zentralen Bereich des Studios, in dem sich Moderator Pehlivan während der Sendung aufhält. Darauf ziehen sich die Händler in ihre eigenen, dem Moderationsbereich anliegenden Räume zurück. Der Anbieter muss sich nun entscheiden, in welcher Reihenfolge er die Händler zu einem persönlichen Verkaufsgespräch aufsuchen will. Dabei unterstützt der Moderator den Kandidaten mit Verhandlungstipps.
Den potenziellen Käufern ist diese Reihenfolge nicht bekannt. Sie geben in ihrem eigenen Raum bei Interesse ihre Gebote ab, ohne dabei zu wissen, was ihre bereits vorher aufgesuchten Kollegen geboten haben. Jeder Raum darf nur einmal betreten werden; die Verkäufer müssen bei jedem Gebot sofort entscheiden, ob sie es annehmen oder ausschlagen wollen. Dabei wissen sie nicht, ob der nächste Händler bereit ist, ein höheres Gebot abzugeben. Der akzeptierte Kaufpreis wird dem Verkäufer sofort bar ausgezahlt. Kommt es nicht zum Verkauf, verfällt die Offerte des Händlers und kann im Nachhinein nicht mehr angenommen werden. In manchen Fällen kauft keiner der vier Händler das angebotene Objekt.
Nach einem erfolgreichen Verkauf treten die vier Händler aus ihren Räumen und sammeln sich im Moderationsbereich um Pehlivan und den Verkäufer. Die Händler, die keinen Zuschlag bekommen haben, erfahren nun den Verkaufspreis. Die nicht aufgesuchten Händler teilen mit, was ihnen das Exponat wert gewesen wäre. Alle Händler haben dazu vorab auf Tafeln den Höchstbetrag notiert, den sie Willens gewesen wären zu bieten.

### Händler

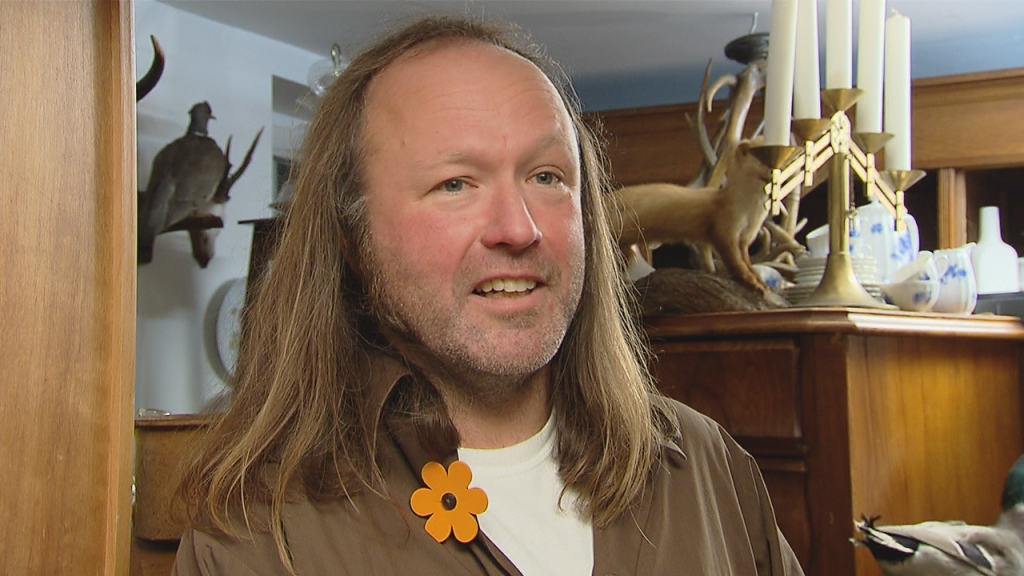
Händler Markus Reinecke
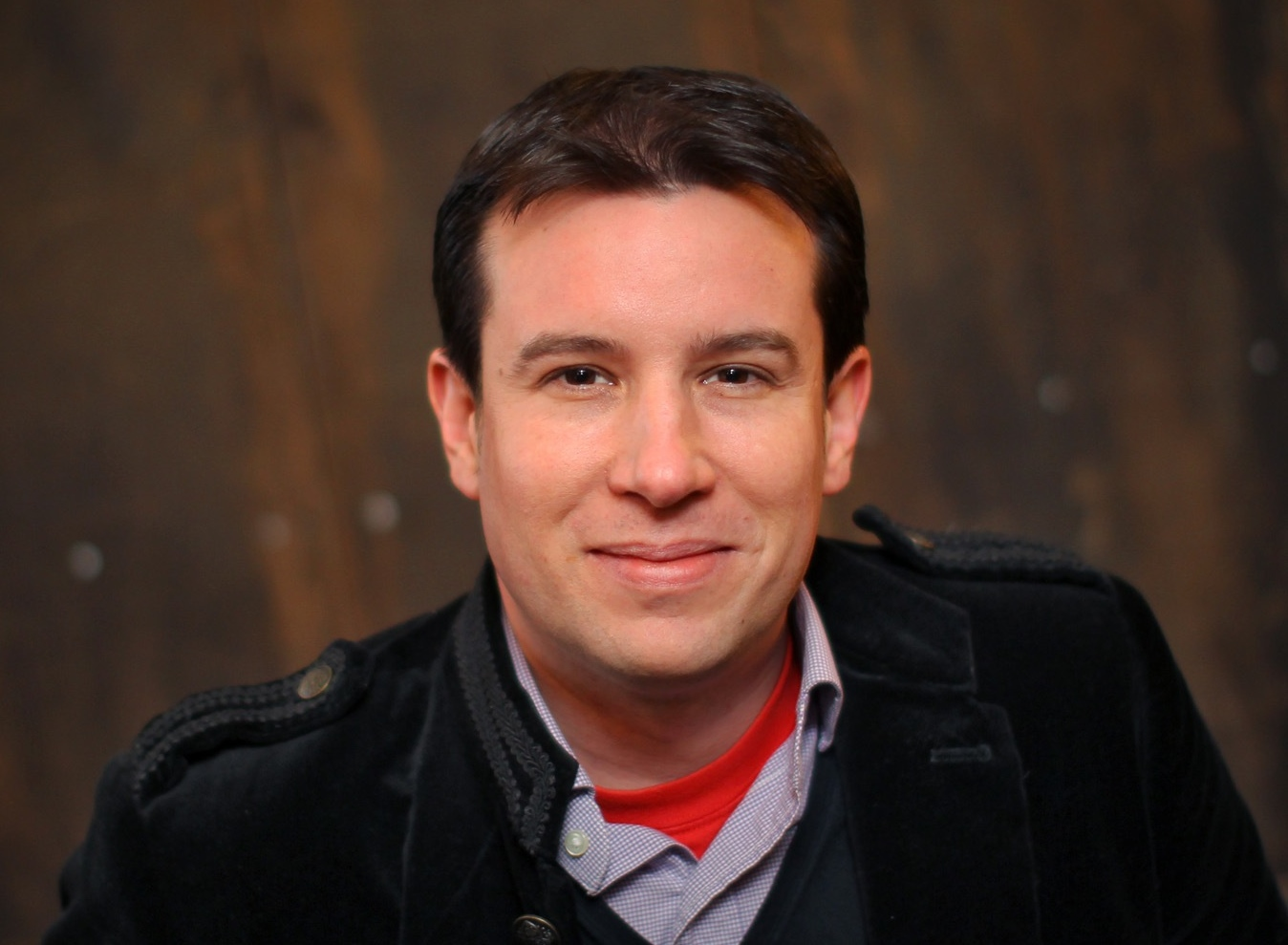
Händler Antoine Richard
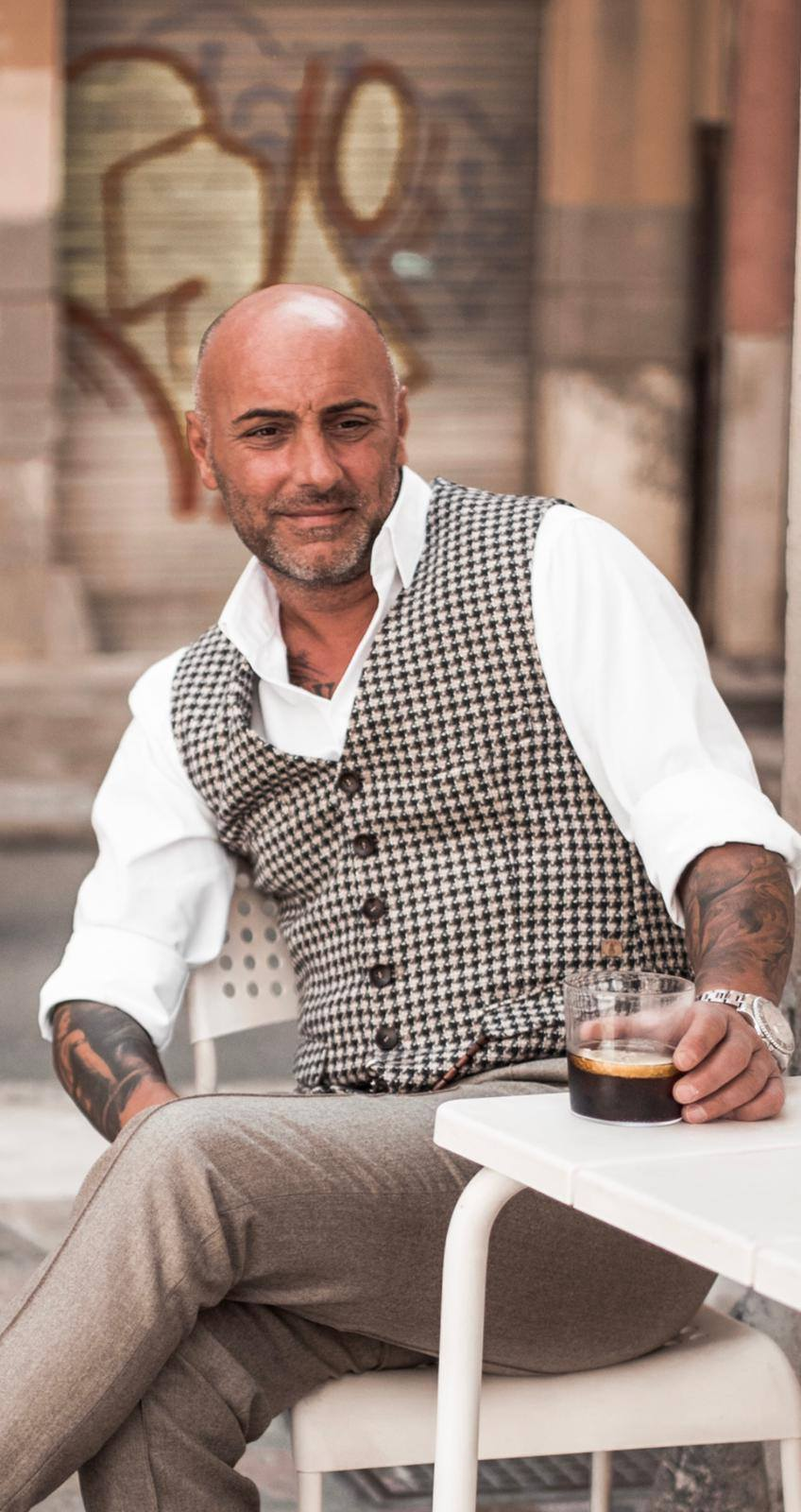
Händler Paco Steinbeck
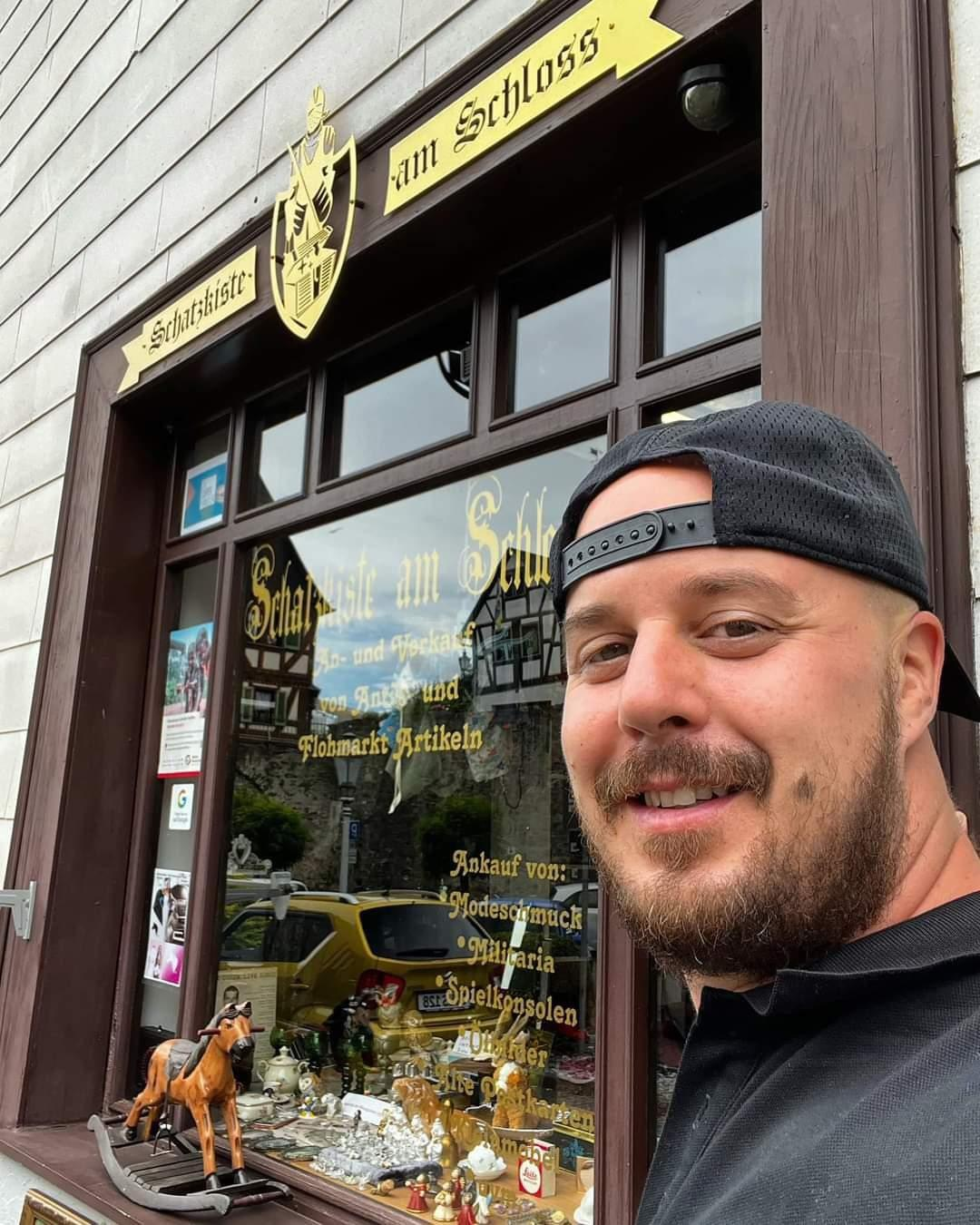
Händler Marvin Muth

| Name               | Staffel 1 Aug 2018 – Feb 2019 | Staffel 2 Feb 2019 – Jun 2019 | Staffel 3 Aug 2019 – Jun 2020 | Staffel 4 Sep 2020 – Sep 2021 |
| ------------------ | ----------------------------- | ----------------------------- | ----------------------------- | ----------------------------- |
| Manuela Schikorsky | x                             |                               | x                             | x                             |
| Markus Siepmann    | x                             |                               | x                             | x                             |
| Markus Reinecke    | x                             | x                             | x                             | x                             |
| Antoine Richard    | x                             | x                             | x                             |                               |
| Thomas Käfer       | x                             | x                             | x                             | x                             |
| Johanna Schultz    |                               | x                             | x                             | x                             |
| Heidi Körner       |                               | x                             | x                             | x                             |
| Paco Steinbeck     |                               | x                             | x                             | x                             |
| Felicia Kufferath  |                               |                               | x                             | x                             |
| Marvin Muth        |                               |                               | x                             |                               |
| Vincenzo Molinaro  |                               |                               |                               | x                             |
| Florian Viole      |                               |                               |                               | x                             |
| Nicola Garo        |                               |                               |                               | x                             |

### Prominente Verkäufer
Gelegentlich boten oft aus anderen RTL-Formaten bekannte Prominente ihre mitgebrachten Objekte zum Verkauf an, deren Erlöse teilweise wohltätigen Zwecken zugutekamen. Unter den Gästen befanden sich unter anderem Evelyn Burdecki, Eko Fresh, Gina-Lisa Lohfink, Jürgen Milski, Sabrina Mockenhaupt, Melanie Müller, David Odonkor, Nico Schwanz, Chris Töpperwien, Detlef Steves, Leonard Freier, Oliver Pocher und Pietro Lombardi.

## Produktion und Drehort
UFA Show & Factual produzierte die Sendereihe im Auftrag von RTL. Bis 2019 wurden die Sendungen in Berlin-Adlershof aufgezeichnet, danach fanden die Dreharbeiten in Köln statt. Die 4. Staffel, deren Ausstrahlung am 7. September 2020 begann, wurde in den MMC Studios Köln gedreht.

## Ausstrahlung und Einschaltquoten
Die anfänglich 60-minütigen Folgen der Reihe zeigte RTL zunächst montags bis freitags um 14:00 Uhr. Der Sender änderte im November 2020 seinen Sendeplan und strahlte neue Folgen der Reihe nun mit einer Länge von 90 Minuten auf dem werktäglichen Sendeplatz um 16:00 Uhr aus. Ende April 2021 kehrte das Format zunächst wieder auf den Sendeplatz um 14 Uhr zurück, ab dem 5. Juli 2021 lief die Sendung dann ab 15 Uhr.
Trotz anfänglicher Startschwierigkeiten in der Gunst der Zuschauer erreichte das Format des Öfteren einen zweistelligen prozentualen Marktanteil, so erzielte die Folge vom 10. Dezember 2018 mit 17,5 Prozent das beste Resultat der Sendereihe in der werberelevanten Zielgruppe. Allerdings nahm das Interesse des Publikums im Laufe der Zeit spürbar ab, was sich in vorwiegend einstelligen prozentualen Marktanteilen ausdrückte. Zum Ende der vierten Staffel im September 2021 lag der durchschnittliche Marktanteil in der Zielgruppe bei 6,8 Prozent.
Wegen der rückläufigen Quoten nahm der Sender die Reihe im Oktober 2021 aus dem Nachmittagsprogramm und verzichtete auf eine weitere Produktion. Bereits ausgestrahlte Folgen werden an Wochenenden und im Nachtprogramm zu unterschiedlichen Uhrzeiten wiederholt.